# Liste de villes du Vanuatu
Jeune nation, le Vanuatu comprend davantage de population en campagne qu'en ville. Toutefois, la période coloniale a fixé une partie de la population dans ces centres urbains de tailles variables.
Le tableau ci-après reprend par nombre d'habitants les principaux foyers urbains.
À noter que, dans le recensement, le gouvernement considère que le pays ne compte que deux villes : Port Vila et Luganville. De par cette définition, 21,48 % de la population en 2009 est établie en milieu urbain.

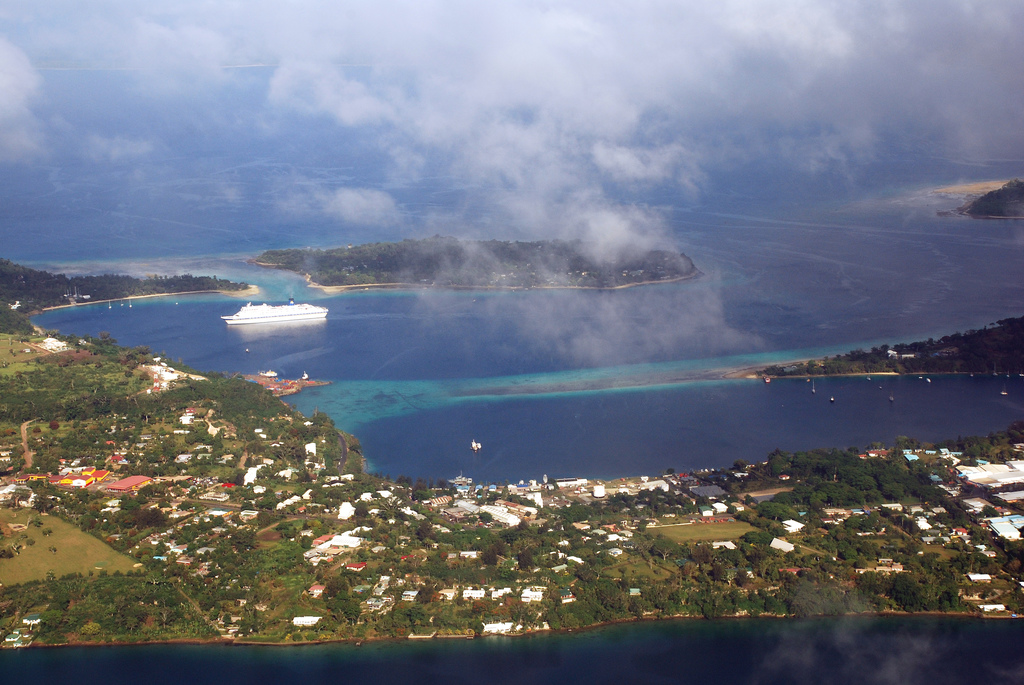
Vue aérienne de Port-Vila

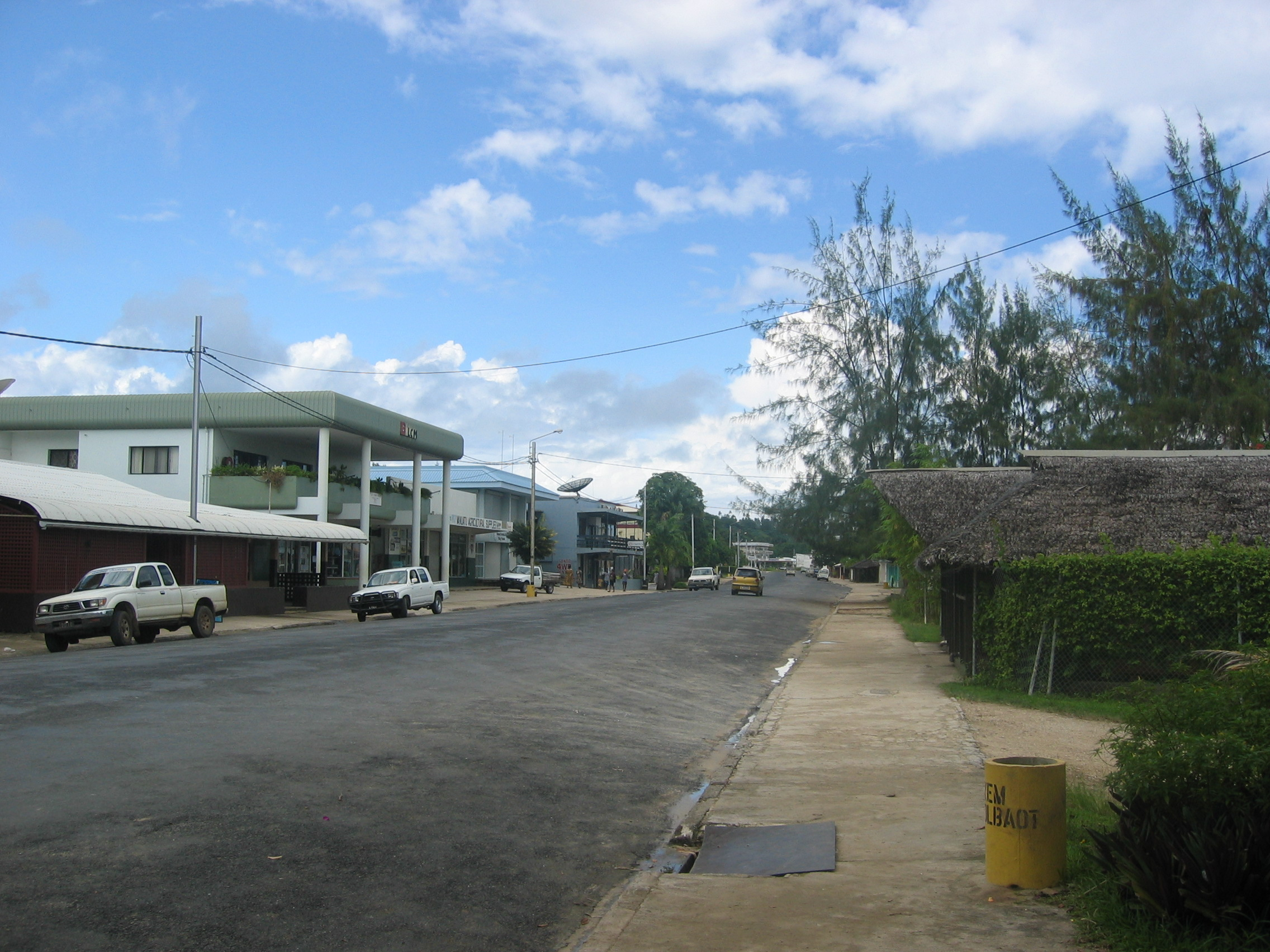
Rue principale de Luganville

| Rang | Ville      | Cens. 1979 | Cens. 1989 | Cens. 1999 | Cens. 2009 | Provinces du Vanuatu |
| ---- | ---------- | ---------- | ---------- | ---------- | ---------- | -------------------- |
| 1.   | Port-Vila  | 10.061     | 18.905     | 29.356     | 44.039     | Shéfa                |
| 2.   | Luganville | 5.183      | 6.965      | 10.738     | 13.167     | Sanma                |
| 3.   | Norsup     | inconnu    | inconnu    | inconnu    | 2.998      | Malampa              |
| 4.   | Port-Olry  | 884        | inconnu    | inconnu    | 1.951      | Sanma                |
| 5.   | Lenakel    | inconnu    | inconnu    | inconnu    | 1.507      | Tafea                |
| 6.   | Isangel    | 752        | inconnu    | inconnu    | 1.437      | Tafea                |
| 7.   | Sola       | inconnu    | inconnu    | inconnu    | 1.065,     | Torba                |
| 8.   | Lakatoro   | inconnu    | inconnu    | inconnu    | 705        | Malampa              |
| 9.   | Fanla      | inconnu    | inconnu    | inconnu    | 250        | Malampa              |

## Sources
- http://www.vanuatu-agriculture.com/wp-content/uploads/2012/08/2009-Census-Population-Summary-release-final.pdf
- http://www.citypopulation.de/Vanuatu.html
- « Biggest Cities Vanuatu », sur geonames.org (consulté le 2 mars 2024)